# 牛埔幫
牛埔幫，台灣著名的黑幫團體，性質屬於本省掛角頭，勢力起源於台北市中山區牛埔，該角頭成員至今依然以中山區為主要活動據點，實際的成員人數不明，一般被認為有數百人甚至高達數千人的規模。除了天道盟以外，牛埔幫被譽為是本省掛幫派中勢力最大的角頭團體。
牛埔是台灣在清治時期以牧牛開荒墾為名的古聚落名，位於現今台北市中山區中山北路與林森北路一帶。當時在牛埔一帶活動的地方勢力或具影響力的社會份子皆被統稱為「牛埔仔」，該地區勢力歷史悠久可追溯至日治時期。牛埔幫並沒有組織結構，而是同地緣關係的各方勢力頭目所凝聚的本地勢力。
約莫1990年代起，臺灣警察與媒體為了方便分類，逐一將同地緣關係及相同勢力的角頭稱之為「幫」，正確名稱應是稱為「牛埔仔」角頭。近代與竹聯幫、四海幫等外來幫派的鬥爭中逐漸精細化、組織化及現代化，個別成員還會加入同樣是本省掛的天道盟成立分會。

## 略史

### 創立背景
牛埔幫角頭的形成源自日治時期，角頭勢力之形成的頭目及確定日期已無可考，唯一可肯定的是牛埔幫自第二次世界大戰結束以來，一直是盤據在台北市中山區牛埔的霸主。而在這一帶崛起的黑幫份子，雖然角頭林立各自名號勢力不同，但對外皆是自稱為「牛埔仔」。
牛埔幫角頭早期以「統一口」（統一飯店聚合）、「金山口」（金山戲院聚合）、「鐵支路」（雙連車站聚合）、「麵線埕」（雙城街一帶）、「鐵筒間」、「撫順街」及「新厝」（德惠街一帶）等角頭為主要勢力，後續發展則有「圓山仔」、「長春路口」、「三板橋」、「頂厝庄仔」、「中庄仔」、「市場仔」等相關勢力。並與大同區「大龍峒」、「下厝庄」、「雙連夜市」等周邊角頭結盟 ，這些擁有地緣關係的角頭們凝聚力強，有著共禦外敵的歷史傳統，讓外來幫派勢力無法進入中山區獨自生存。
牛埔幫角頭在1960年代初期，主要以綽號「白肉旺」、「老兔仔」、「目仔翠」、「三八天」等角頭大哥為首各自領導的地方勢力，早期主要是霸佔地盤，開設歌廳、舞廳、遊樂場、旅館、酒店、應召站等。牛埔幫各地區角頭在自己的地盤上為非作歹，從事不法活動如投資插股、圍事（充當保鏢）、白吃白喝、敲詐勒索、開設賭場，或成立地下錢莊、討債公司等，以黑道手段放高利貸、暴力討債等等。

### 勢力變遷
直到1968年7月間，牛埔幫因與竹聯幫發生「香港西餐廳事件」震驚社會，使得警備總部動員追捕相關人員，並且強制以南京東路為界劃分地盤，阻止兩幫人馬再次越界發生械鬥事件。此事件使得竹聯幫成為近代以來，第一個踏入中山區的外來幫派，並且往後1980年代台灣經濟蓬勃發展，林森北路酒店同時也迅速發展，帶來人潮與企業，才開始陸續有各大幫派相繼進駐。
1979年間，牛埔幫角頭「牛財」葉明財結合當地的「鐵桶街」、「撫順街尾」及「新厝」等牛埔仔角頭勢力，壯大規模自成一派，成為牛埔幫的主導勢力之一。在1980年代當時牛埔幫有兩大指標性的領頭勢力，分別是「牛財」葉明財與「矮仔莫利」胡茂盛兩大角頭。葉系主要經營酒店、舞廳等行業，胡系主要經營賭博行業為他們的活動資金來源。
1985年間，知名的牛埔幫新厝角頭「齊家三兄弟」齊麗生、齊瑞生、齊惠生等人，為躲避「一清專案」全國大掃黑逃亡至菲律賓，並因債務問題在菲律賓與竹聯幫「神經劉」劉煥榮等人，殺害台商陳南光、陳正昌兄弟一家九口七人，其中陳家一對姐妹被丟下山谷後被人發現大難不死，因而曝光此件滅門血案震驚台灣與菲律賓兩國。其後齊麗生逃回台灣後遭到逮捕，齊瑞生逃亡日本新宿並再因債務糾紛遭到槍殺身亡，齊惠生同樣逃亡日本後遭到逮捕歸案。
1990年代，牛埔幫份子綽號「空信」張忠信在「中」自立門戶，自成一派，是為中庄幫，佔據吉林路一帶。
1995年間，因新臺幣上億元的龐大利益糾紛，「矮仔莫利」胡茂盛遭到黑幫射殺身亡，此槍殺案震撼黑白兩道。屬於胡茂盛派系的中生代大哥「空斌」謝文斌揚言要替老大報仇後，也隨即在事發一個月後遭到射殺身亡，至此牛埔幫的勢力皆由「牛財」葉明財一派掌握牛埔幫主導權。葉明財組織各地分散的牛埔角頭們形成相當嚴密的幫派，並企業化對外稱為「牛埔企業」，從此牛埔幫成為人盡皆知的地方一霸。牛埔幫也與各地黑社會組織合作並迅速擴大勢力版圖，勢力也漸漸滲入整個台北市，而在台北最有名的幾大黑幫中，牛埔幫排名僅次於天道盟、竹聯幫和四海幫。

### 近代發展
2003年，牛埔幫教父「白肉旺」張乃富逝世，靈堂匾額為馬英九題字、遺照上方為陳水扁和游錫堃墨寶，不分藍軍、綠營的各黨派官員、民代皆代表出席，在這場葬禮上，除了有各地黑社會大老的參與以外，更有政府相關人員出席，由此可見牛埔幫的人脈與勢力豐沛。
2010年9月，牛埔幫老大「惠生」齊惠生與日本山口組份子合作經營網路賭博，並涉及多宗恐嚇案，強佔土地等案件遭警方掃蕩。2011年6月，齊惠生因涉及台灣知名企業「高岡屋」經營權鬥爭，再次遭警方掃蕩逮捕。
2017年2月8日，牛埔幫創幫幫主葉明財的小兒子台北市議會國民黨議員葉林傳，在國民黨主席選舉前，介紹夜店殺警案主嫌萬少丞加入國民黨。媒體人周玉蔻在《臉書》公布萬少丞的入黨申請表，萬少丞入黨的介紹人填寫「黃秀玲」，黃秀玲即台北市議員葉林傳的服務處主任。

## 知名成員
- 「白肉旺/豬肉旺」張乃富（1923年ー2003年） -活躍於20世紀的牛埔幫角頭，被視為是近代牛埔幫教父，於2003年高齡80歲病逝。
- 「牛財」葉明財（1941年ー2025年） -1980年代崛起的知名成員，將分散的牛埔角頭組織化自稱為「牛埔企業」，90年代後牛埔幫以該勢力為核心[20]，並同時擔任洪門金台山山主。現今因年事漸高淡出江湖，均由其子等人為代表。
- 「矮仔莫利」胡茂盛 -1980年代知名成員，為當代核心勢力之一，於1995年因黑幫利益糾紛遭到槍殺身亡。其綽號原意來自日語「盛（もり，mori）」。
- 「少幫主」張清輝 -牛埔幫主事者代表之一，為牛埔幫教父「白肉旺」張乃富之子，對外以「牛埔仔金獅團」名義活動。
- 「惠生」齊惠生（1943年ー2025年） -昔日牛埔幫殺手，涉及多起命案並於1990年代入獄10年，假釋出獄後為掌權角頭之一[8]。其與日本山口組住吉會有密切往來。於2008及2014年相繼兩次中風後轉為休養身體淡出江湖，並於2025年4月10因病去世。其胞弟「麗生」於早年亦為牛埔幫新厝地區的知名角頭。另一胞弟「瑞生」1987年間於日本死於黑道仇殺[21]。

## 參閱
- 臺灣黑幫

## 外部連結
- 組織犯罪防制條例 （页面存档备份，存于）（繁體中文）